# Aeroporto Internacional de Guilin Liangjiang
O Aeroporto Internacional de Guilin Liangjiang é o Aeroporto que serve Liangjiang, 28 km a sudoeste de Guilin, Guangxi, na República Popular da China.

## Linhas Aéreas e Destinos
| Companhias              | Destinos |  |
| ----------------------- | --- |  |
| AirAsia                 | Kuala Lumpur |  |
| Air China               | Beijing-Capital, Chengdu, Chongqing, Guangzhou, Kunming, Nanjing, Shanghai-Hongqiao, Xiamen                                                    |  |
| Asiana Airlines         | Seoul-Incheon |  |
| China Eastern Airlines  | Hangzhou, Kunming, Nanjing, Shanghai-Hongqiao, Shanghai-Pudong, Xi'an, Zhuhai                                                                  |  |
| China Southern Airlines | Beijing-Capital, Chengdu, Guangzhou, Hong Kong, Kunming, Nanjing, Qingdao, Shanghai-Hongqiao, Shantou, Shenzhen, Taipei-Taoyuan, Wuhan, Zhuhai |  |
| Hainan Airlines         | Beijing-Capital, Haikou, Lanzhou, Taiyuan |  |
| Shandong Airlines       | Hangzhou |  |
| Shanghai Airlines       | Nanjing, Shanghai-Hongqiao |  |
| Shenzhen Airlines       | Guangzhou, Shenzhen |  |
| Xiamen Airlines         | Chongqing, Fuzhou, Guiyang, Hangzhou, Xiamen                                                                                                   |  |

## Segunda Guerra Mundial
Durante a Segunda Guerra Mundial, o aeroporto era conhecido como Kweilin Airfield e foi usado pelo 14ª Força Aérea das Forças Armadas dos Estados Unidos  como parte da Campanha Defensiva da China (1942-1945). Kweilin foi o quartel-general do 23º grupo de luta, dos Tigres Voadores, no fim de 1943 e na maioria de 1944, e também de seu comando e unidade de controle,a 68ª Asa de Composição.  A unidade voava com P-40 Warhawk e posteriormente P-51 Mustang bombardeiros do aeroporto, atacando alvos japoneses e auxiliando unidades do Exército Chinês. Em apoio às unidades de combate, Kweilin também era casa do 8º Grupo de Reconhecimento, que operou aeronaves P-38 Lightning equipadas com câmeras de mapeamento para ficar inteirados sobre as áreas japonesas.  Os Tigres Voadores  saíram da base no fim de 1944, sendo substituídos por membros da Asa de Composição Sino-Americana, que voou com B-25 Mitchell e P-51 Mustang do aeroporto em missões de combate até o fim da guerra em setembro de 1945.  Os americanos fecharam suas instalações após o fim da guerra, em setembro de 945.